# Fortificações de Rio Grande (Rio Grande do Sul)
As Fortificações de Rio Grande localizavam-se às margens do canal da barra do Rio Grande (hoje Lagoa dos Patos), no litoral do estado brasileiro do Rio Grande do Sul.

## História
O estabelecimento da Colônia do Rio Grande de São Pedro (hoje cidade de Rio Grande), no rio Grande (hoje Lagoa dos Patos), iniciou-se em paralelo à construção de fortificações como o Forte Jesus, Maria, José de Rio Grande, desde 1737. Os diversos conflitos que se sucederão por mais de um século na região, e, posteriormente, durante a Guerra dos Farrapos (1835-1845), manterão essa região quase que em permanente estado de guerra.
No contexto da Guerra do Sul (1763-1776), a vila de Rio Grande, na margem direita do canal, caiu ante as forças espanholas sob o comando do governador da Província de Buenos Aires, D. Juan José de Vértiz y Salcedo (1776). As tropas portuguesas, sob o comando de João Henrique Böhm (por terra) e Mac Dowall (por mar), concentraram-se na margem esquerda do canal, em São José da Guarda do Norte (atual São José do Norte). SOUZA (1885) remete o estudioso à descrição e planta em Francisco Adolfo de Varnhagen ("História Geral do Brasil", vol. II, p. 223), onde se referem as posições de cada força em combate, até à evacuação de Rio Grande após o assalto de surpresa de 1 de Abril de 1776.
Entre as dezenas de estruturas de campanha erguidas na região, destacam-se:
- Fortim de São Pedro da Barra (Fortim do Lagamar) - localizado na margem esquerda do canal da barra, a quinze braças sobre a praia do Lagamar. A anotação em planta no Arquivo Histórico do Exército, no Rio de Janeiro refere que foi erguida por determinação de João Henrique Böhm, artilhada com peças de 24 libras de bala. Está relacionado pelo Coronel Rêgo Monteiro em 1777 (GARRIDO, 1940:149).
- Fortim de São Jorge (Fortim dos Dragões) - localizado na margem esquerda do canal da barra. Está relacionado pelo Coronel Rêgo Monteiro em 1777 (GARRIDO, 1940:149).
- Fortim de Nossa Senhora da Conceição (Fortim do Pontal) - localizado na margem esquerda do canal da barra. Está relacionado pelo Coronel Rêgo Monteiro em 1777 (GARRIDO, 1940:149). O mesmo autor denomina-o ainda como Reduto no Pontal da Barra (de São José do Norte) (op. cit., p. 148).
- Fortim de São Francisco (Fortim do Patrão-mor) - localizado na margem esquerda do canal da barra. Está relacionado pelo Coronel Rêgo Monteiro em 1777 (GARRIDO, 1940:149).
- Fortim de São José do Norte (Fortim do Norte) - localizado na margem esquerda do canal da barra, foi erguido por forças portuguesas, possivelmente anteriormente a 1767 ("Planta do Forte de São José da Guarda do Norte, na boca do Rio Grande do Sul". c. 1767. Arquivo Histórico Ultramarino, Lisboa) (IRIA, 1967:93). SOUZA (1885) entende que foi erguido a partir de 1773, por iniciativa do governador da Colônia do Rio Grande de São Pedro, José Marcelino de Figueiredo, constituindo-se de um baluarte a cavaleiro que cooperava com o Reduto do Pontal, com o qual somava nove peças de artilharia (op. cit., p. 130). Está relacionado pelo Coronel Rêgo Monteiro em 1777 (GARRIDO, 1940:149). No século seguinte, no contexto da Guerra dos Farrapos (1835-1845), as tropas imperiais se entrincheiraram em suas ruínas, resistindo aos farrapos sob o comando de Bento Gonçalves (1788-1847) e Davi Canabarro (combate de São José do Norte, 16 de Julho de 1840), trocando a posição sucessivamente de mãos com a evolução do conflito (SOUZA, 1885:130-131).
- Baterias - erguidas no contexto da Guerra dos Farrapos (1835-1845) pelos farrapos, a partir de 1835, constituíam-se em sete baterias salientes, ligadas por cortinas. Sofreram reparos em 1866, no montante de 480:000$000 réis, vindo a desaparecer posteriormente (GARRIDO, 1940:148).
- Fortim de São José da barra (Fortim da Barra) - localizado na margem direita do canal da barra. Está relacionado pelo Coronel Rêgo Monteiro em 1777 (GARRIDO, 1940:149).
- Fortim de Santa Bárbara (Fortim do Mosquito) - localizado na margem direita do canal da barra. Foi conquistado por forças portuguesas em Março de 1776, conforme correspondência do Vice-rei Marquês do Lavradio (1769-1779) ao Governador da Capitania de São Paulo, Martim Lopes Lobo de Saldanha:

"A esta hora, terá V. Exa. já chegada a notícia das nossas ações do continente do Rio Grande (...).
Na noite do dia 31 do mês passado, [o Tenente-General] fez embarcar quatro companhias de granadeiros, duas comandadas pelo Sargento-mor Manuel Soares Coimbra, e outras duas pelo Sargento-mor Manuel José Carneiro, auxiliados casa um destes corpos, pelos seus lados, por quatro companhias de infantaria, umas comandadas pelo Brigadeiro José Raimundo Chichorro, e outras quatro pelo Coronel Sebastião Xavier da Veiga, e nessa forma passaram a outra parte do rio, destinando-se cada duas companhias de granadeiros com o seu corpo de reserva, ao assalto dos dois fortes, da Trindade e o do Mosquito, que são os que protegiam no rio as embarcações castelhanas que aí se achavam. Ganharam os dois fortes com muita facilidade: os castelhanos vendo-se surpreendidos, cuidaram mais em fugir vergonhosamente, que a defender-se com a honra que deviam.
As embarcações castelhanas vendo tomados os fortes, procuraram sair, mas como era ainda de noite, e não tinham vento, e os nossos fortes [em São José do Norte] à mais principal lhe tinha quebrado o mastro grande, vieram encalhar no banco, e, por consequência, nos pudemos fazer senhores delas; às duas outras que ficaram no rio, por não poderem sair, puseram os castelhanos fogo, e salvaram a gente.
Os armazéns do forte da barra [Forte da barra do Mosquito], que foi dos castelhanos, e alguns outros, que os castelhanos tinham pela mesma marinha, a todos puseram eles o fogo, o que ainda em algumas partes se pode atalhar; finalmente nos fizemos senhores de toda aquela marinha, do Forte da Mangueira, e da vila de São Pedro, sem haver mais perda de nossa parte que as de 3 soldados e 1 marinheiro. Ficou-nos bastante artilharia e munições, e também fizemos alguns prisioneiros, entre oficiais e soldados."
Esta ação foi muito feliz. Deus permita abençoá-lo, e que ela se conclua na forma que tenho ordenado." (Carta 556, 26/abr/1776. Cartas do Rio de Janeiro - 1769-1776).
Está relacionado pelo coronel Rêgo Monteiro em 1777 (GARRIDO, 1940:149).
- Fortim do Triunfo - localizado na margem direita do canal da barra. Está relacionado pelo coronel Rêgo Monteiro em 1777 (GARRIDO, 1940:149). Foi conquistado por forças portuguesas ao final do século XVIII. O feito encontra-se mencionado em ofício do vice-rei Luiz de Vasconcellos e Souza (1779-1790) ao seu sucessor, datado de 20 de Agosto de 1789, a propósito do tenente-coronel Manoel Soares Coimbra que o teria tomado à frente da tropa de Granadeiros do Regimento de Bragança e do Primeiro Regimento do Rio de Janeiro (RIHGB. Tomo IV, 1842).
- Fortim da Trindade - localizado na margem direita do canal da barra. Foi conquistada por forças portuguesas em Março de 1776, conforme correspondência do Vice-rei Marquês do Lavradio (1769-1779) ao Governador da Capitania de São Paulo, Martim Lopes Lobo de Saldanha (Carta 556, 26 de abril de 1776. Cartas do Rio de Janeiro - 1769-1776). Está relacionado pelo Coronel Rêgo Monteiro em 1777 (GARRIDO, 1940:149).
- Fortim da Mangueira - localizado na altura do saco da Mangueira, na margem direita do canal da barra. Foi conquistada por forças portuguesas em Março de 1776, conforme correspondência do Vice-rei Marquês do Lavradio (1769-1779) ao Governador da Capitania de São Paulo, Martim Lopes Lobo de Saldanha (Carta 556, 26 de abril de 1776. Cartas do Rio de Janeiro - 1769-1776). Está relacionado pelo Coronel Rêgo Monteiro em 1777 (GARRIDO, 1940:149).
- Fortim do Ladino - localizado na margem direita do canal da barra. Está relacionado pelo Coronel Rêgo Monteiro em 1777 (GARRIDO, 1940:149).
- Forte Jesus, Maria, José de Rio Grande - localizado na margem direita do canal da barra. Está relacionado pelo Coronel Rêgo Monteiro em 1777 (GARRIDO, 1940:149).
- Fortificações do estreito - localizadas na margem direita do canal da barra. Estão relacionadas pelo Coronel Rêgo Monteiro em 1777 (GARRIDO, 1940:149).
- Fortim do Arroio - localizado na altura da barra do Arroio Chuí. Está relacionado pelo Coronel Rêgo Monteiro em 1777 (GARRIDO, 1940:149). Pode encontrar-se do lado uruguaio da fronteira, onde hoje se ergue o Farol do Chuy.
- Forte de São Miguel - localizado na margem direita do canal da barra. Está relacionado pelo Coronel Rêgo Monteiro em 1777 (GARRIDO, 1940:149).
- Forte de Santa Teresa - localizado na margem direita do canal da barra. Está relacionado pelo Coronel Rêgo Monteiro em 1777 (GARRIDO, 1940:149).
- Reduto Tairú - localizado entre o Forte de São Miguel e o Fortim do Arroio. Está relacionado pelo Coronel Rêgo Monteiro em 1777 (GARRIDO, 1940:149).
- Reduto Albordão - localizado no istmo arenoso que fecha a lagoa Magueira pelo oceano. Está relacionado pelo Coronel Rêgo Monteiro em 1777 (GARRIDO, 1940:149). Atualmente, no local, ergue-se o Farol do Albardão.
- Reduto do Passo da Mangueira - localizado na margem direita do canal da barra. Está relacionado pelo Coronel Rêgo Monteiro em 1777 (GARRIDO, 1940:149).
- Baterias da entrada do porto de Mangueira - localizado na margem direita do canal da barra. Está relacionado pelo Coronel Rêgo Monteiro em 1777 (GARRIDO, 1940:149).
- Reduto de São Caetano

SOUZA (1885) conclui informando que, pela importância da posição em relação ao porto e cidade de Porto Alegre, a fortificação de Rio Grande foi considerada como de 1.ª Classe pelo Aviso do Ministério da Guerra de 27 de Junho de 1857. À época (1885), apenas restava uma linha de fortificações no istmo, visando cobrir a cidade pelo lado da Campanha, mas que se iam deteriorando com o tempo e a erosão marinha (op. cit., p. 128).